# خدوجة صبري
خدوجة صبري (17 أبريل 1961 -)، ممثلة ليبية. كان أول ظهور لها في المسرح عام 1973 مع فرقة الجيل الصاعد. شكلت ظاهرة فنية متكاملة حيث مثلت في عدد من الأفلام والمسلسلات الليبية وبعض الإنتاجات العربية، إضافة لبعض البرامج التلفزيونية. كما قدمت للإذاعة الليبية ما يزيد عن 40 عملا إذاعيًا، وشاركت في ثمانية أفلام ليبية.

## حياتها الأسرية
متزوجة من المخرج الليبي الفتيورى العايب، ولديهما ابنتان ريم وليبيا.

## الجوائز
حازت جائزة أحسن ممثلة في مهرجان آفاق السينما العربية والأفريقية الموازى في قرطاج، كما كرمت في المهرجان الوطني الليبي للفنون المسرحية الذي أقيم في درنة في الفترة من 20 - 30 أكتوبر 2008.، كما كرمت في 2006 من قبل مهرجان شبرا الخيمة للمسرح في مصر.، وفازت بجائزة الأداء الدرامي من مهرجان أوسكار الدولي التاسع بمدينة الغردقة في مصر عن دورها في مسلسل وشاء القدر من إخراج عبد الله الزروق.

## أعمالها

### الأعمال السينمائية
- معزوفة المطر (1994)
- إلى من يهمه الأمر
- الانتفاضة (مع فريد شوقي وماجدة الخطيب)
- الأيام (سهرة تلفزيونية من إخراج محمد فاضل (مخرج))

### الأعمال التلفزيونية
- وشاء القدر (2004 من إخراج عبد الله الزروق)[5]
- السوس (إنتاج مصري)
- الهاربة وكان أول أدوراها وهو من إخراج حسن التركي
- أصيلة
- اليقين
- الكنّة
- التيار
- طريق الشوك
- مفيدة مع لطفية ابراهيم وفتحي الكحلول
- الفأل
- المسلسل الإذاعي (الإمام سفيان الثوري) للكاتب والسيناريست وليد برهام

### الأعمال المسرحية
شاركت في حوالي 22 مسرحية متنوعة ما بين العالمي والإجتماعي والأستعراضي ومن مسرحياتها:
- البنت اللي قالت لا
- عريس بنت السلطان
- بدون تأشيرة
- حكاية طرابلسية[6]

## اقرأ أيضًا
- لطفية إبراهيم
- عياد الزليطني